# Teatro y edificio de oficinas Atlantic
El edificio Atlantic es un antiguo teatro y complejo de oficinas realizado en La Habana en el año 1950 y cuyo proyecto corrió a cargo de los arquitectos Martín Domínguez y Miguel Gastón. En la actualidad acoge la Cinemateca de Cuba, dependiente del Instituto Cubano del Arte e Industria Cinematográficos (ICAIC).

## Ubicación
El edificio fue construido en la zona de El Vedado, barrio extramuros de la ciudad de La Habana cuyos terrenos comienzan a ser colonizados a finales del siglo XIX y principios del XX, hasta que en 1959 finaliza la colmatación del antiguo “Monte Vedado”, situado entre Centro Habana (primer ensanche extramuros) y el cauce del río Almendares.
La construcción del bloque en la popular calle 23, entre la 10 y 12, destacó por encima del resto de construcciones de su entorno inmediato, sobresaliendo no sólo en altura sino en estilo. El carácter extraordinario del edificio queda patente en el hecho de que estuviera prohibido construir en el barrio por encima de las 3 plantas, debiendo disponer de un permiso especial para llevarlo a cabo, como ocurriera tres años atrás con el edificio multifuncional Radiocentro, situado en la misma calle y de mismo autor.
De igual forma las ordenanzas municipales obligaban a retranquear los edificios de la alineación viaria 5 metros. Este hecho, junto con la característica fuerte pendiente de la calle 23, influyó de manera decisiva en las construcciones que se llevaron a cabo en ella, incluido el edificio Atlantic.

## El Arquitecto
El autor del proyecto fue el arquitecto español Martín Domínguez, nacido en San Sebastián en 1897 y cuya vida estuvo marcada por el exilio hasta su muerte en 1970. Su formación se desarrolla en la Escuela de Arquitectura de Madrid y en la Residencia de Estudiantes, destacando la figura de Moreno Villa como tutor y amigo. En esos años además llegó a coincidir con grandes personalidades del siglo XX, como Walter Gropius o Le Corbusier, al que llega a visitar en París en el verano de 1928.
Durante su etapa de trabajo en España estuvo casi siempre asociado con el arquitecto Carlos Arniches, teniendo su estudio en el Hotel Palace de Madrid. Sin embargo esta prolífica simbiosis se vio truncada por el estallido de la Guerra Civil, obligando a Martín Domínguez al exilio, por su participación en la concepción del programa de construcción de las defensas de Madrid y por su condición de liberal y demócrata. La Habana fue el lugar elegido, donde a pesar de desarrollar multitud de proyectos, jamás le fue reconocido el título de arquitecto, teniendo siempre que asociarse con otros.
Por este motivo al poco tiempo de llegar a Cuba se asoció con el arquitecto Honorato Colete, con quien realiza sus primeras obras. Más tarde formará equipo con Miguel Gastón y Emilio del Junco, realizando proyectos de enorme importancia, como el Edificio Radiocentro o el propio edificio Atlantic.
En 1959 con la victoria de la Revolución en Cuba, debe optar de nuevo por el exilio, esta vez a los Estados Unidos, para terminar ejerciendo como profesor de Arquitectura en la prestigiosa Universidad de Cornell (Ithaca, Nueva York), donde permanece hasta su muerte en  1970.

## El Movimiento Moderno en Cuba
Las primeras décadas del siglo XX en Cuba estarán marcadas por la búsqueda incesantemente de referencias externas, que irán produciendo poco a poco un distanciamiento con los excesos decorativos anteriores. La nueva generación de arquitectos cubanos, junto con algunos venidos de fuera como Martín Domínguez, asumirán el nuevo Movimiento Moderno como propio.
Como consecuencia de la crisis económica de EE. UU., conocida como el crack del 29, y la convulsión política y financiera que padeció Cuba en el final de la dictadura de Machado, decayeron notablemente los planes constructivos en la ciudad de La Habana. Hasta finalizada la Segunda Guerra Mundial en 1945 no se retoman los proyectos y lo hacen de la mano de los arquitectos integrantes de la recién formada AETEC en 1941, grupo anexionado al CIAM. Entre sus miembros se encontraban el ya citado arquitecto vasco Martín Domínguez, o Miguel Gastón, con el cual se asociaría para realizar entre otros el edificio Atlantic.

## El cine en La Habana
El cine era durante el siglo XX uno de los entretenimientos de mayor atracción y popularidad en Cuba. Era un pasatiempo barato al alcance de todos los bolsillos y por este motivo la presencia de salas cinematográficas era algo usual, existiendo en La Habana a mediados del siglo XX 358 cines, lo que suponía una media de un cine por cada 2.793 habitantes. Algunos de los más destacados eran el RadioCentro, Mónaco, Payret, Los Ángeles, Rodi, Atlantic y otros más.
Sin embargo en la actualidad la gran mayoría no existen o se encuentran en pésimo estado, quedando en 2011 únicamente 18 cines en la capital del país. Únicamente sobresalen aquellos que, como en los casos del Radiocentro o el Atlantic (actual cine Charles Chaplin), se ubican en la céntrica avenida 23 del barrio de El Vedado, más  aun cuando en este último se celebra el Festival de Cine Latinoamericano, recibiendo una priorizada atención estatal.

## El edificio
El antiguo edificio de oficinas y Teatro Atlantic, actual cine Charles Chaplin, destaca en la céntrica calle 23, tanto en altura como apariencia, sobresaliendo entre las edificaciones de carácter historicista y con escasas tres o cuatro alturas que componen su alrededor. Su estilo se encuentra enmarcado claramente en una corriente racionalista, siguiendo los postulados ya comentados del Movimiento Moderno, bien acogido en Cuba y en su capital. La planta se desarrolla de forma rectangular, siguiendo la línea que marca la calle, pero retranqueada debido a la normativa de edificación de dicha vía. Este retranqueo queda roto por la potente entrada con porche en voladizo de varios metros de vuelo, que interrumpe de manera rotunda la impoluta y lisa fachada que da a la calle 23. Interesante como dicha apertura se traslada al flanco izquierdo del edificio, muy acorde con los postulados de la modernidad y que rompe la simetría del resto de la fachada, aportando además cierto dinamismo.
Los nueve niveles de los que está compuesto el edificio se solucionan con ventanales cuadrados y despojados de cualquier elemento ornamental. En las fachadas laterales del edificio los vanos se disponen en un curioso ritmo que los agrupa por pares en los lados externos, dejando una hilera una de ventanales justo en la bisectriz de dichas fachadas. En cuanto a la planta primera la solución es muy distinta, pues aparece despojada de fachada, dejando al descubierto los soportes y cubriendo los huecos originados con cristaleras. La entrada ya referida también juega con los tonos grises de los soportes y el blanco de la fachada, que esta vez aparece en el gran voladizo que la cubre, con luminarias empotradas en el techo que originan un llamativo juego de luces. Una escalinata eleva este acceso principal, dándole protagonismo frente al resto de la planta baja y reforzando la entrada del edificio hacia la calle. Por otro lado la última planta posee en su fachada principal de nuevo un juego de ventanales simétricos, compuestos por dos grandes vanos corridos en sus laterales, tamizados con bandas verticales que actúan de “brise soleil” y enmarcan dos ventanas cuadradas que conforman el centro de dicha última planta.
Para terminar destacar la ya comentada ausencia total de ornamentación externa, configurándose una fachada completamente lisa y blanca, donde el valor decorativo lo conforman el propio ritmo de los vanos y el contraste con los pilares embellecidos en mármol gris que pueden verse en la planta baja, además del porche que se adentra de manera abrupta en la calle 23. En cuanto al interior se configura igualmente de forma sencilla pero no carente de fuerza expresiva. El hall es una prolongación del voladizo de la entrada, con idéntica disposición de la iluminación y con la misma preponderancia del color blanco. La sala de proyección, con una capacidad de 1450 butacas, se dispone con cierta inclinación hacia la pantalla y un acabado oscuro en sus paramentos, que destacan sobre un zócalo también de color blanco.

## El Atlantic en la actualidad
En la actualidad el teatro y edificio de oficinas Atlantic es la sala de cine Charles Chaplin, sede además de la Cinemateca de Cuba, donde se proyectan los estrenos de numerosas películas, siendo una de las pocas salas cinematográficas de La Habana que lo hace a diario. Este funciona como archivo estable que desde 1960 preserva y difunde el patrimonio fílmico cubano, además de ser uno de los más importantes escenarios de las ediciones del Festival Internacional del Nuevo Cine Latinoamericano, que se desarrolla cada año en el mes de diciembre en la ciudad, así como del Festival de Cine Francés, en el mes de junio. Su ubicación en el  n.º 1157 de la calle 23 lo sitúan muy cerca del ICAIC (Instituto Cubano del Arte e Industria Cinematográficos), localizado también en la céntrica calle del barrio de El Vedado.

## Observaciones
Este edificio Atlantic no debe confundirse con otro homónimo ubicado también en la ciudad de La Habana. Nos referimos al edificio Atlantic, condominio de 25 pisos situado en la calle D del barrio de El Vedado, en una zona privilegiada cerca del Malecón habanero.